# Marie-Victoire Lemoine

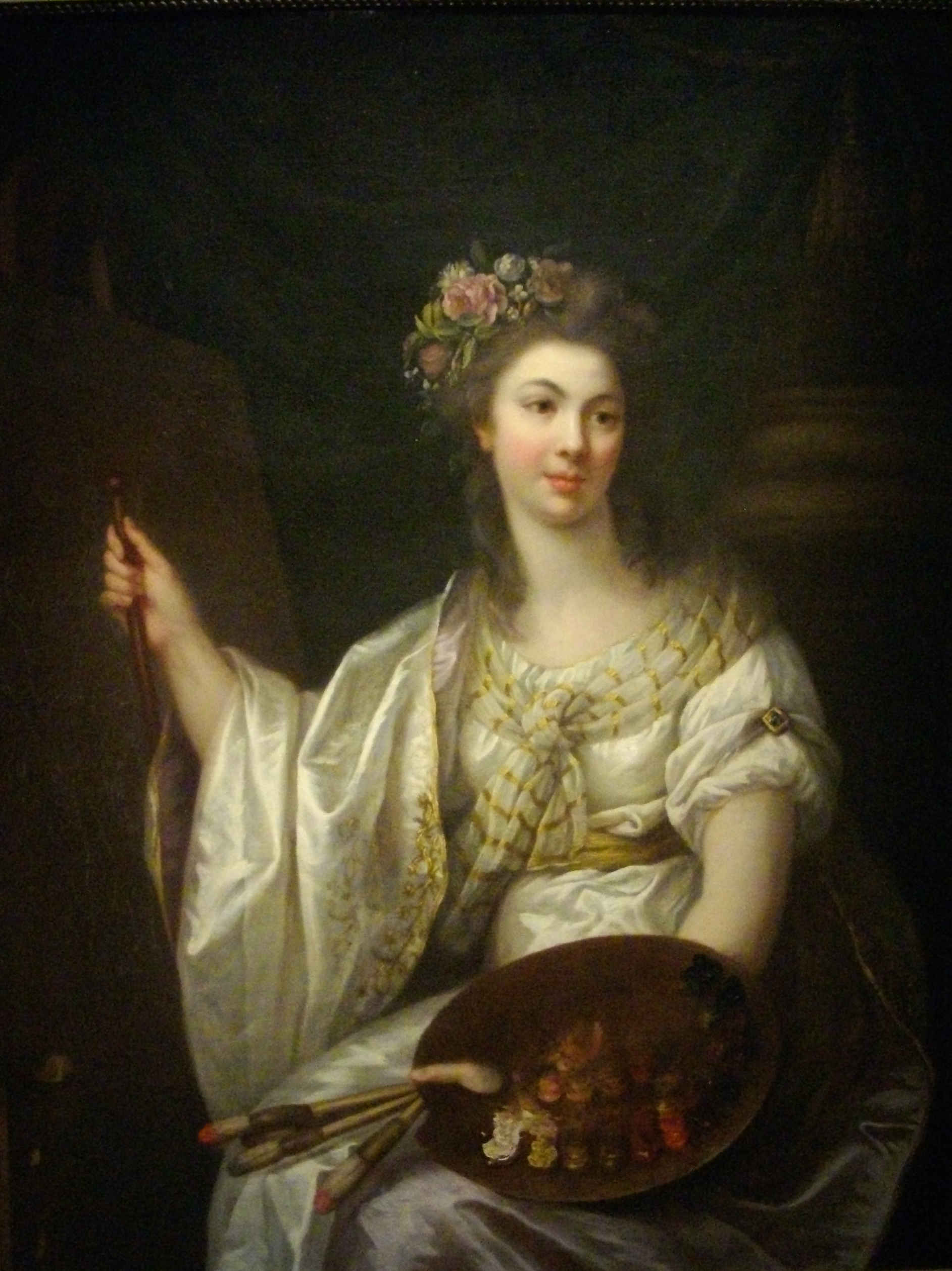
Zelfportret in klassieke kleding, met schildersstok en palet, ca. 1785, Musée des Beaux-Arts, Orléans

Marie-Victoire Lemoine (Parijs, 1754 - aldaar, 2 december 1820) was een Franse classicistische kunstschilder.

## Biografie
Marie-Victoire Lemoine was de oudste dochter van Charles Lemoine en Marie-Anne Rousselle. Haar zussen, Marie-Denise Villers en Marie-Élisabeth Gabiou, werden net als zij kunstschilders. In tegenstelling tot haar zussen bleef Marie-Victoire ongehuwd en werd ze een van de weinige vrouwen in de kunst van haar tijd die de kost verdiende met schilderen.
Ze was in de vroege jaren 1770 een leerling van François-Guillaume Ménageot, die lid was van de Académie Royale. Ze woonde en werkte bij hem in een huis dat was gekocht door de kunsthandelaar Jean-Baptiste-Pierre Lebrun. Dat huis was naast het atelier van Élisabeth-Louise Vigée-Le Brun (1755– 1842), die in haar tijd een toonaangevende Franse kunstschilder was. Ze zou ook les hebben gehad van Vigée-Le Brun.
Vanaf 1779 woonde Marie-Victoire Lemoine in het huis van haar ouders tot ze bij haar zus Marie-Elisabeth introk. Na de dood van Marie-Elisabeth bleef ze in dat huis wonen. Ze overleed zes jaar na haar laatste tentoonstelling, zij was toen 66 jaar.

## Werk
Marie-Victoire Lemoine schilderde voornamelijk portretten, miniaturen en genreschilderijen.
Haar meeste werk heeft vrouwen en kinderen als onderwerp. Veel van haar werk is sentimenteel, zoals Klein meisje in een Italiaans landschap (uit 1793). Andere schilderijen verheerlijken het moederschap zoals mode was in de late 18e en vroege 19e eeuw (bijv. Een moeder en dochter, uit 1805).
Ze nam deel aan tal van salons. De eerste keer exposeerde ze in 1779, bij de Salon de Correspondance, een particuliere locatie van Pahin de la Blancherie's, waar ze een portret tentoonstelde van de Princesse de Lamballe, (waarschijnlijk Maria Louise van Savoye), een favoriet van Marie-Antoinette. Dit suggereert dat Lemoine contacten had met het hof. Ook deed ze mee met de officiële Parijse salons van 1796, 1798, 1799, 1802, 1804 en 1814.
Een catalogus van haar werk is gemaakt door Joseph Baillio.

## Wetenswaardigheden
De Australische schrijfter en feministe Germaine Greer denkt dat sommige van haar schilderen mogelijk worden toegeschreven aan de mannelijke schilder Jacques Antoine Marie Lemoine. Beiden signeerden eenvoudigweg met "Lemoine".

## Voorbeelden van haar werk

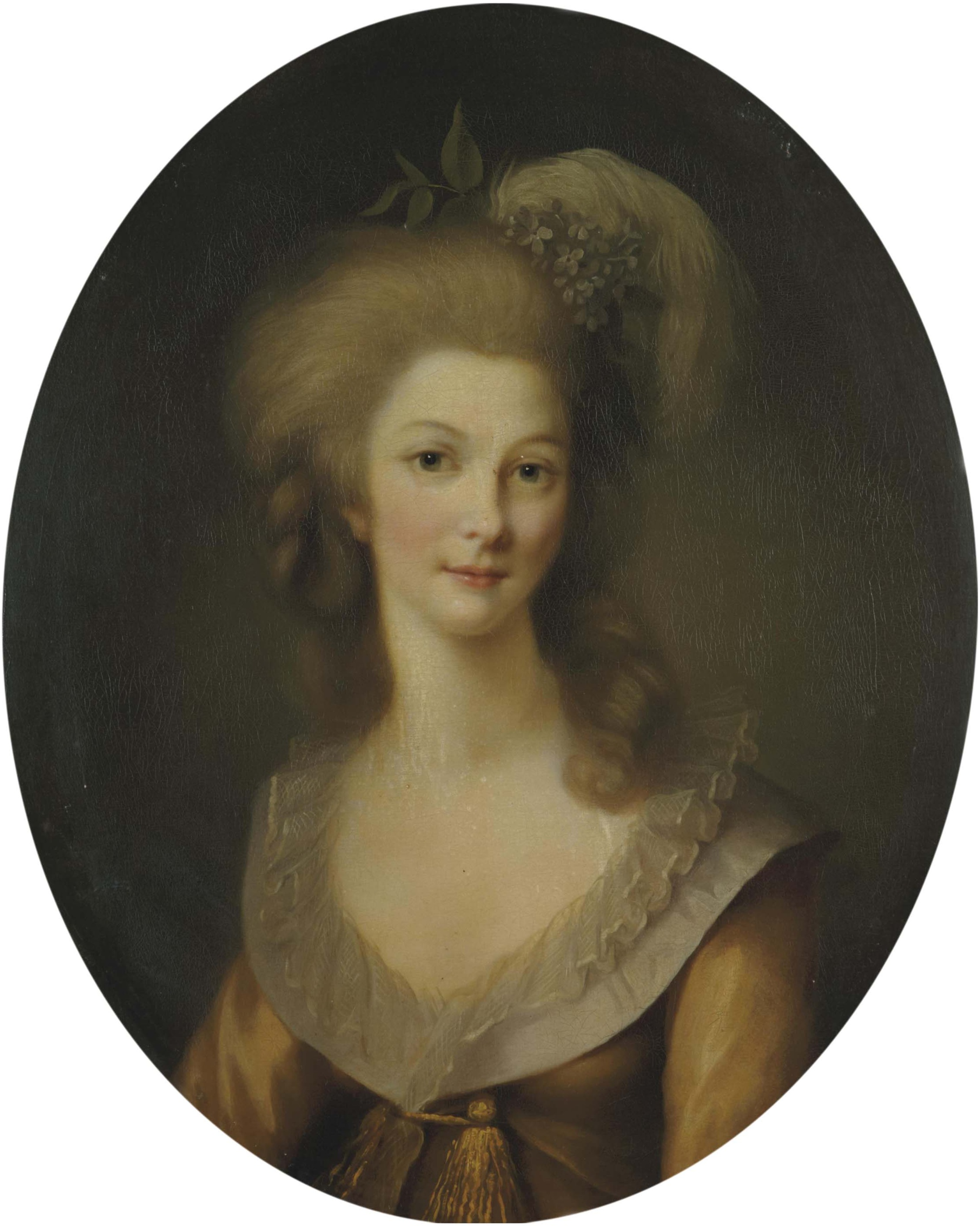
Portret van Princess de Lamballe, 1779
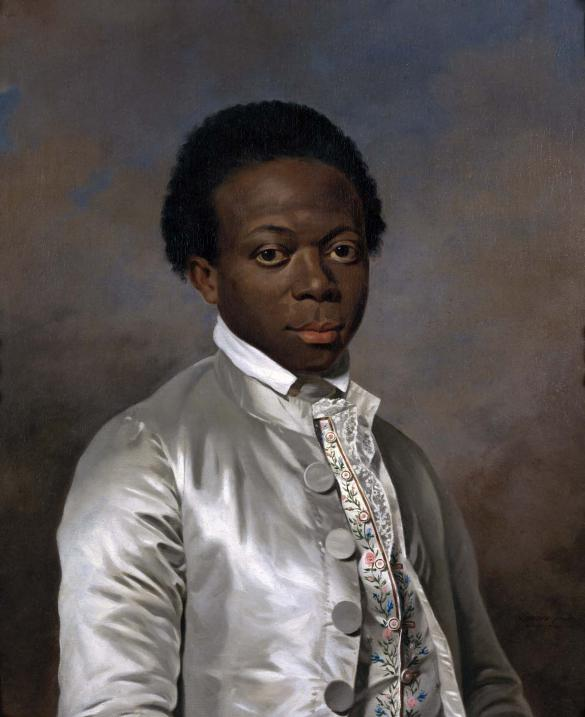
Portret van een jongeman, 1785, Cummer Museum & Gardens, Jacksonville
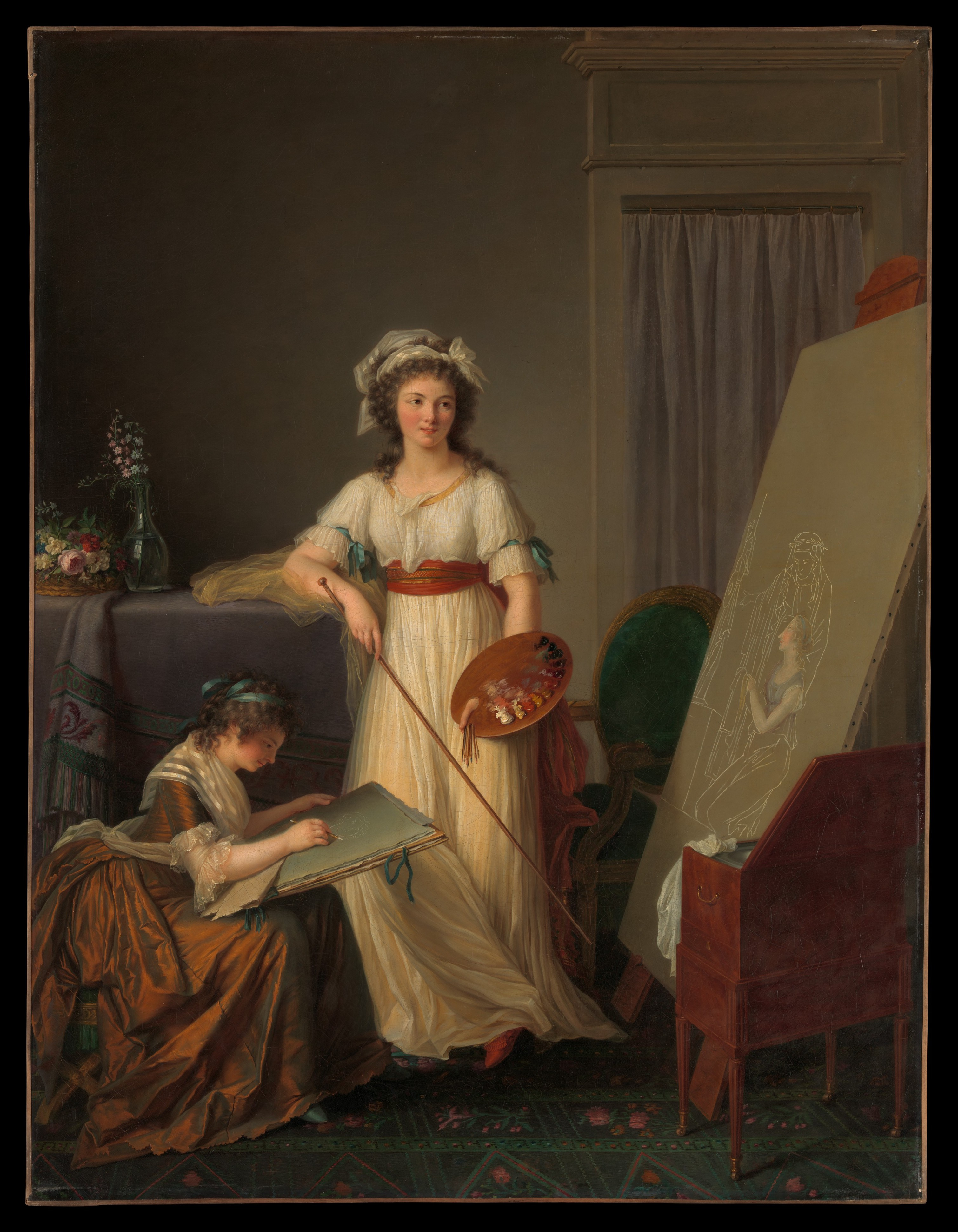
Het interieur van een atelier van een vrouwelijke schilder, 1789, Metropolitan Museum, New York  (Volgens een oude interpretatie een portret van Vigée Le Brun samen met een leerling. Volgens een latere interpretatie is dit een zelfportret met haar zuster Marie-Elisabeth
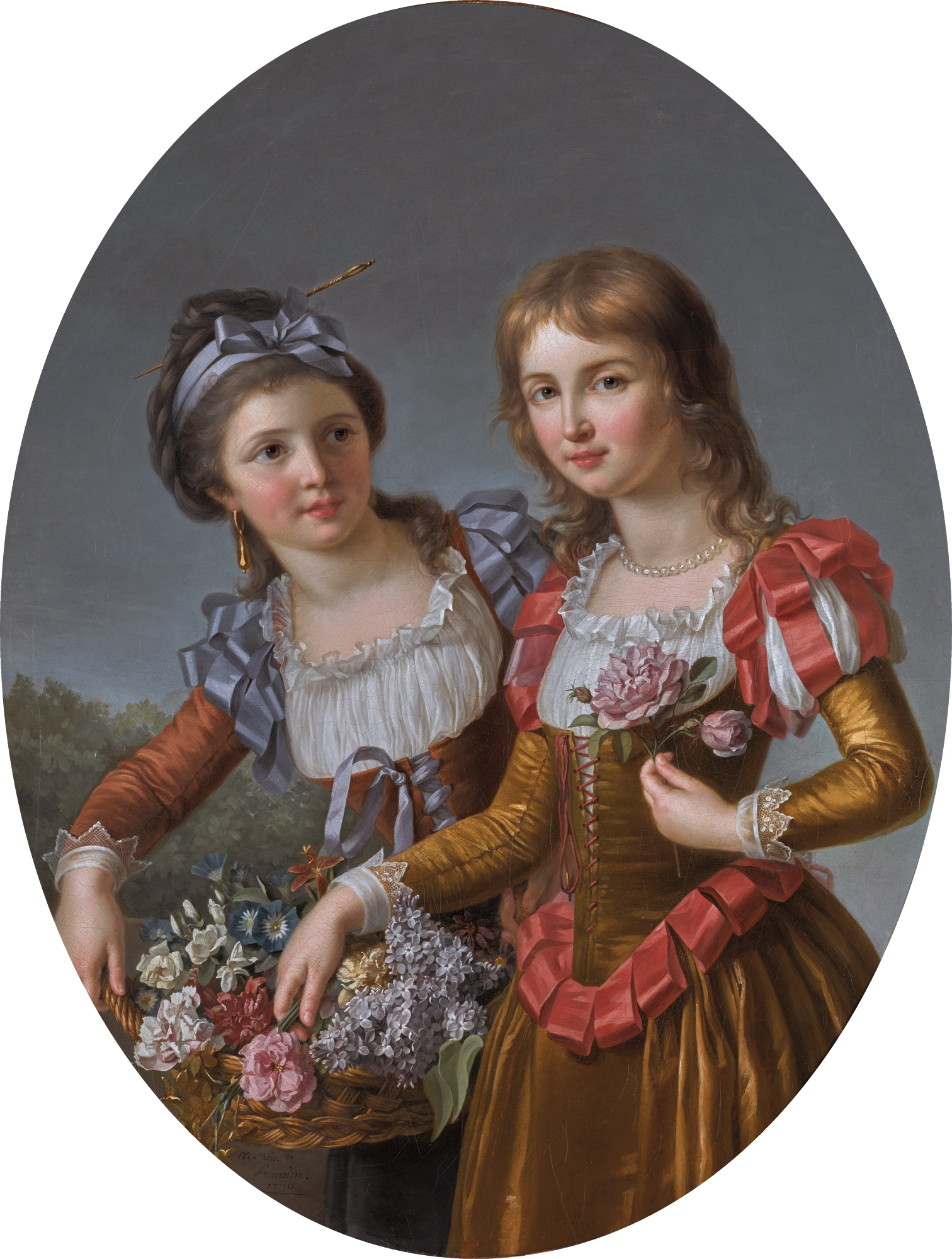
De twee zussen, 1790
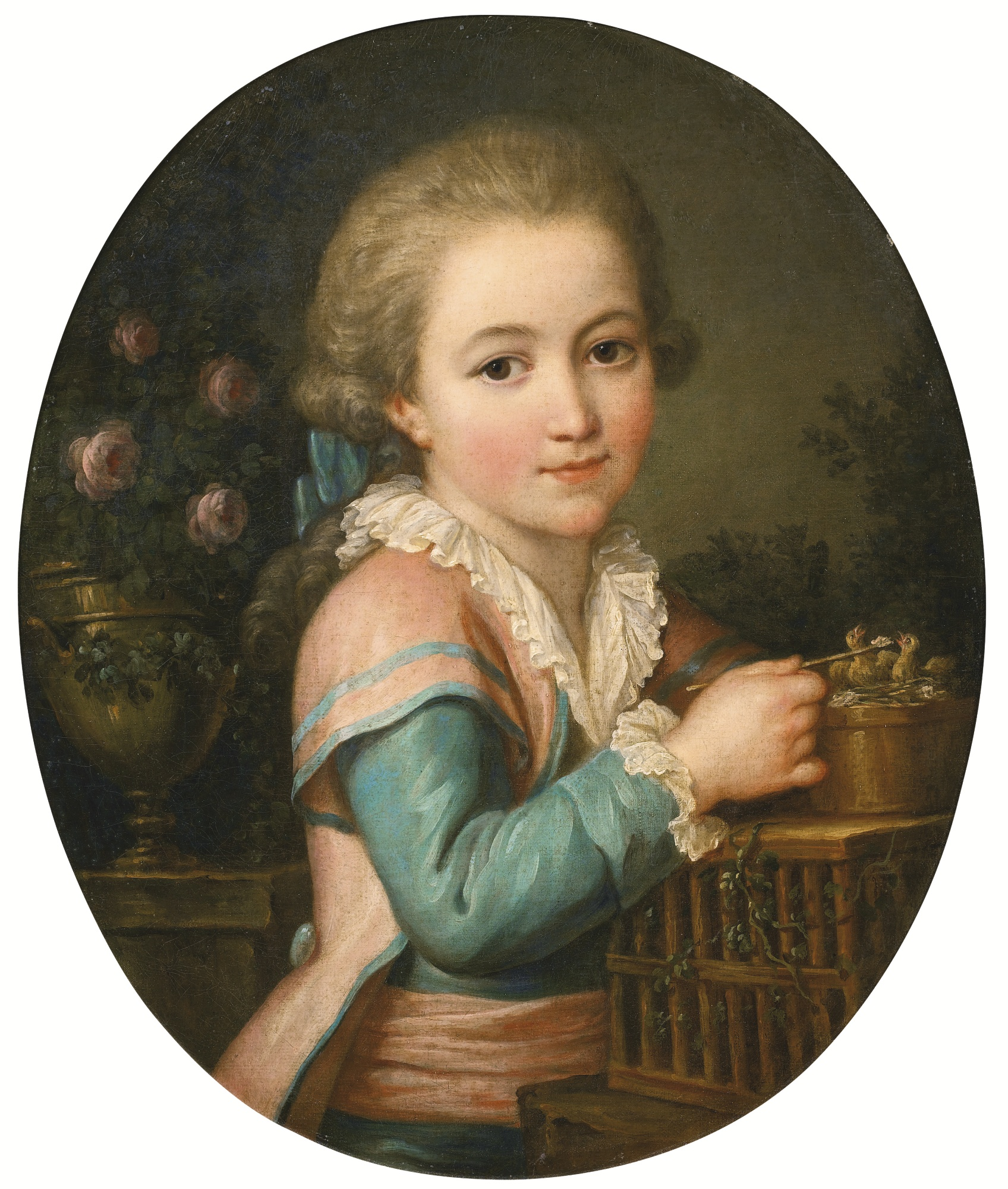
Portret van een jongen die twee vogels voert

- Gemeinsame Normdatei: 130416537X
- International Standard Name Identifier: 0000 0000 6704 8720
- Library of Congress Control Number: nr2003029692
- National Gallery of Victoria: 33297
- RKD-Nederlands Instituut voor Kunstgeschiedenis: 49304
- Système universitaire de documentation: 252729781
- Union List of Artist Names: 500000538
- Virtual International Authority File: 24546032
- WorldCat: E39PBJrm793ydk77xBjrY83YT3